# 1895 en littérature
| Années de la littérature : 1892 - 1893 - 1894 - 1895 - 1896 - 1897 - 1898    |
| Décennies de la littérature : 1860 - 1870 - 1880 - 1890 - 1900 - 1910 - 1920 |

Cet article présente les faits marquants de l'année 1895 en littérature.

## Événements
- Procès de l’écrivain Oscar Wilde pour homosexualité.

## Presse
- La Parole russe, quotidien de Moscou à grand tirage.

## Essais
- Gustave Le Bon, Psychologie des foules, libr. Alcan, Paris, 191 p.
- Dimitri Merejkovski, Julien l’Apostat
- Pierre de Ségur, Le Maréchal de Ségur (1724-1801), ministre de la guerre sous Louis XVI
- Miguel de Unamuno, En torno al casticismo

## Poésie
- Confessions, de Verlaine.
- Paludes, d'André Gide.
- Les Villes tentaculaires, d'Émile Verhaeren.

## Romans
- Jude l'Obscur, de Thomas Hardy.
- Mémoires de Léonard, ancien garçon maçon de Martin Nadaud lui-même ancien maçon de la Creuse.
- La Machine à explorer le temps, roman d'anticipation de H. G. Wells.
- En route, de Joris-Karl Huysmans.
- L'Île à hélice, de Jules Verne.
- Aristopia, de Castello Holford.

- Publication sous la forme de feuilleton dans la revue Gazeta Polska, à partir du mois de mars, du roman historique Quo vadis ? d'Henryk Sienkiewicz, puis sous la forme de livre l'année suivante.

## Théâtre
1895 au théâtre

## Principales naissances
- 24 février : Vsevolod Ivanov, écrivain soviétique († 15 août 1963).
- 28 février : Marcel Pagnol, écrivain français († 18 avril 1974).
- 19 mars : Maxime Rylski, poète et traducteur soviétique († 24 juillet 1964),
- 25 mars : Aleksandr Kononov, écrivain de littérature d'enfance et de jeunesse soviétique († 28 octobre 1957),
- 29 mars : Ernst Jünger, écrivain allemand († 17 février 1998),
- 30 mars : Jean Giono, écrivain français († 9 octobre 1970),
- 15 avril : Corrado Alvaro, écrivain, journaliste et poète italien († 11 juin 1956),
- 20 avril: Henry de Montherlant, écrivain français († 21 septembre 1972),
- 15 août : Aleksandrs Grīns, romancier letton († 25 décembre 1941),
- 20 août : Mauricio Bacarisse, poète et écrivain espagnol († 4 février 1931),
- 6 octobre : Caroline Gordon, écrivaine américaine († 11 avril 1981).
- 16 novembre : Mikhaïl Mikhaïlovitch Bakhtine, historien et théoricien russe de la littérature († 7 mars 1975).
- 14 décembre : Paul Éluard, écrivain et poète français († 18 novembre 1952).

## Principaux décès
- 27 novembre : Alexandre Dumas fils (° 1824).